# Aeroportul Mong Tong
Aeroportul Mong Tong (IATA: MGK, ICAO: VYMT) este un aeroport din Statul Shan, Myanmar.
Situat la o altitudine de 503 m, aeroportul dispune de o singură pistă.